# Klaus Darga
Klaus Darga (Berlino, 24 febbraio 1934) è uno scacchista tedesco.
Ottenne il titolo di Grande Maestro nel 1964.

## Principali risultati
Nel 1951 vinse il campionato tedesco juniores (U20). Nel 1953 fu pari primo con Oscar Panno nel campionato del mondo juniores di Copenaghen (Panno vinse il titolo per spareggio tecnico). Vinse il Campionato della Germania Ovest nel 1955 e 1961. Nel 1956 fu secondo dietro a Bent Larsen nel torneo internazionale di Gijón.
Nel torneo interzonale di Amsterdam del 1964, vinto da Vasilij Smyslov, vinse le partite contro Spasskij e Ivkov. Nel 1965 vinse il torneo di Palma di Maiorca, alla pari con Albéric O'Kelly.
Ottenne il suo miglior risultato con il primo posto alla pari con Bent Larsen nel torneo di Winnipeg del 1967, davanti a Boris Spasskij e Paul Keres.
Partecipò con la Germania Ovest a dieci olimpiadi degli scacchi dal 1954 al 1978. Nelle olimpiadi di 
Tel Aviv 1964 vinse la medaglia di bronzo di squadra.

Ottenne il suo massimo rating FIDE in luglio 1971, con 2540 punti Elo.
Dopo il ritiro dalle competizioni lavorò come programmatore per IBM.